# プルグレスカン
プルグレスカン （フランス語:Plougrescant、ブルトン語:Plougouskant）は、フランス、ブルターニュ地域圏、コート＝ダルモール県のコミューン。

## 地理
ブルターニュ地域圏最北部のコミューンである。沖合いのエル島も含む大西洋沿岸の町である。

## 人口統計
| 1962年 | 1968年 | 1975年 | 1982年 | 1990年 | 1999年 | 2006年 |
| ------ | ------ | ------ | ------ | ------ | ------ | ------ |
| 1 735  | 1 644  | 1 557  | 1 556  | 1 471  | 1 402  | 1 359  |

## みどころ
- サン＝ゴネリー礼拝堂 - 15世紀から16世紀。木製のねじれた尖塔は、1612年に鉛で覆われた。1911年に歴史文化財指定された[3]。
- サン＝ゴネリーの泉 - 歴史文化財[4]
- ケラリオ城付属礼拝堂 - 歴史文化財[5]
- カステル・ムルの小さな民家 - 2つの岩の小さな隙間に建てられた小さな家は、絵葉書の題材となって世界中に知られている。1861年に建てられたこの家は、現在も最初の住民の子孫が所有する。

ジャン＝ピエール・ジュネ監督作品『ロング・エンゲージメント』には、プルグレスカンで撮影されたシーンが含まれている。

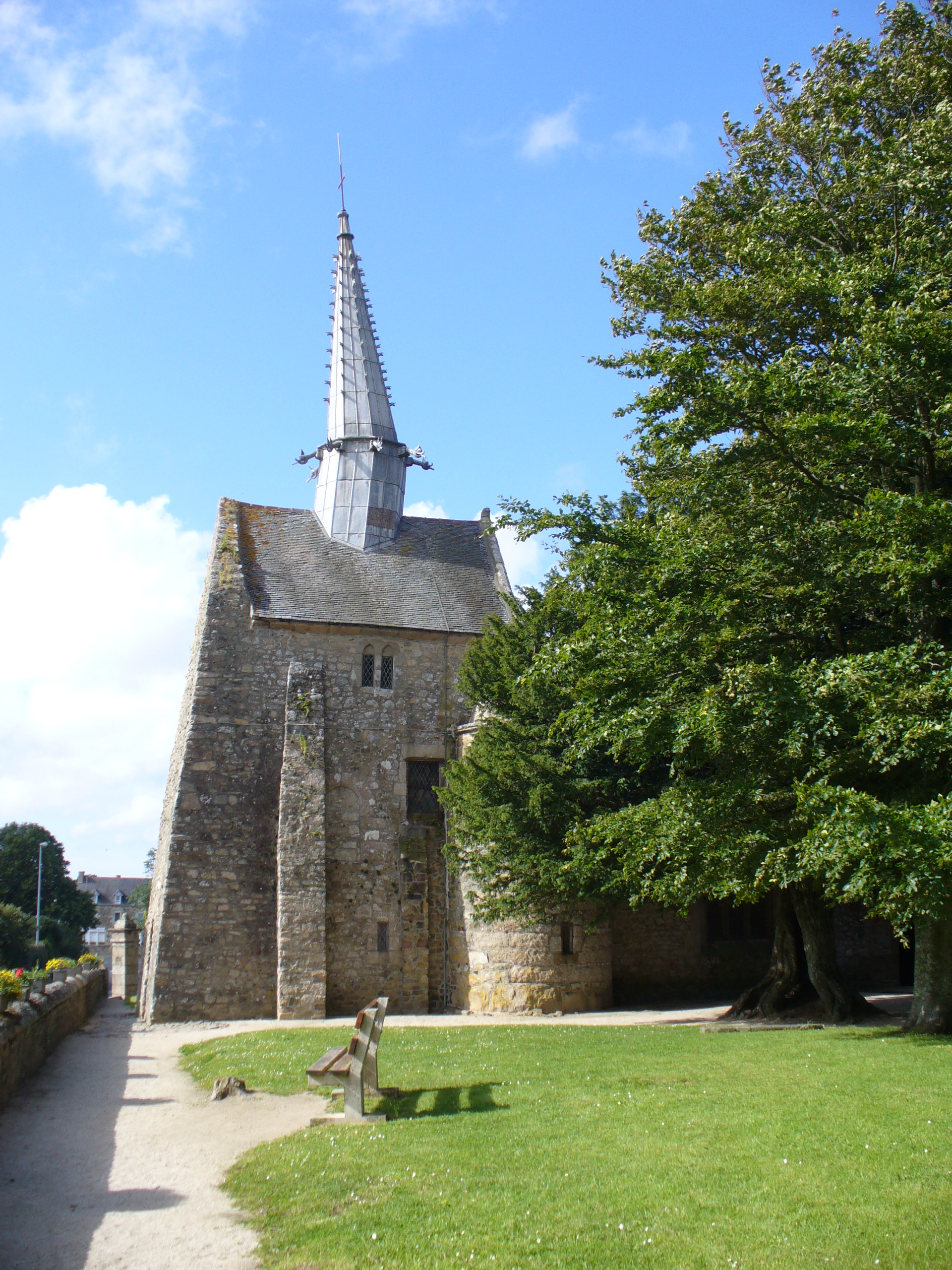
サン＝ゴネリー礼拝堂
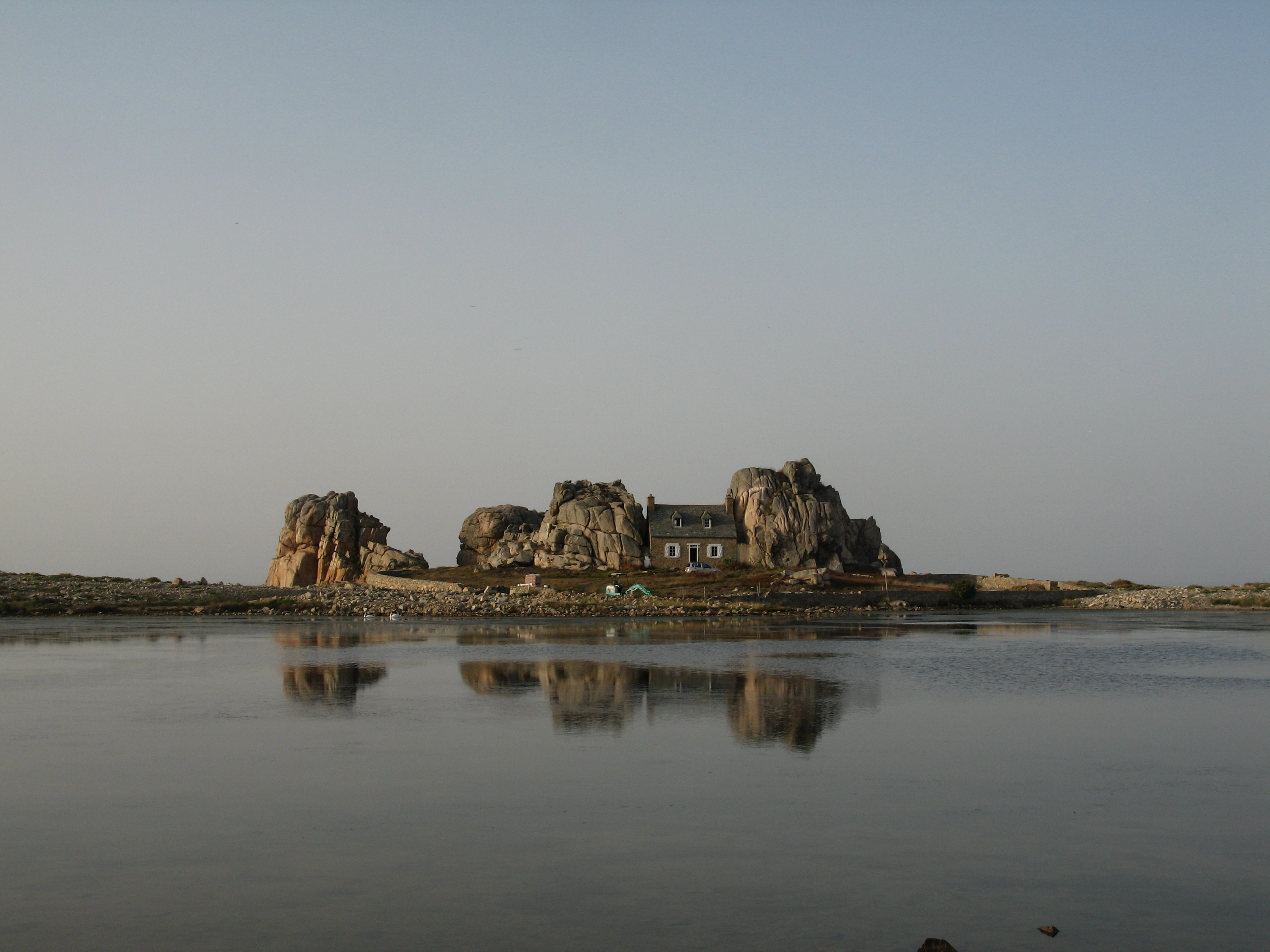
カステル・ムル